# ایگنویل
ایگنویل (به فرانسوی: Aigneville) یک کمون در فرانسه است که در Canton of Gamaches واقع شده‌است.

## خصوصیات
ایگنویل ۱۰٫۷۶ کیلومترمربع مساحت و ۸۰۹ نفر جمعیت دارد و ۱۱۴ متر بالاتر از سطح دریا واقع شده‌است.